# Landau an der Isar
Landau an der Isar é uma cidade da Alemanha, localizado no distrito de Dingolfing-Landau, no estado de Baviera.